# Skarface
Skarface és un grup de música ska format a París l'any 1991 i afí al moviment skinhead.
És un grup internacional que ha tocat per tot el món. Després de més de deu àlbums i desenes de compilacions, la banda segueix activa i far concerts arreu. Als Països Catalans han actuat, entre altres llocs, a Lleida, Reus, Sant Pere de Ribes i a la Sala Apolo de Barcelona.

## Discografia
- 1992: Cheap Pounk Skaaaaaa![4]
- 1993: Hold up in Skacity
- 1994: Live, Panic & Chaos
- 1995: Sex, Scooters & Rock'n'Roll
- 1996: Skankuat Nec Mergitur!!!!!
- 1997: Skuck off!!
- 1998: Full Fool Rules
- 1999: Best & Next
- 2000: Last Music Warrior
- 2001: Merci
- 2003: Mythic Enemy #1
- 2003: Skarface/Tornados
- 2008: Longlife legendary bastards